# Aphytis lindingaspis
Aphytis lindingaspis är en stekelart som beskrevs av Huang 1994. Aphytis lindingaspis ingår i släktet Aphytis och familjen växtlussteklar. Inga underarter finns listade i Catalogue of Life.